# Lupoglav
Pour les articles homonymes, voir Lupoglav (homonymie).
Lupoglav (en italien : Lupogliano) est un village et une municipalité située en Istrie, dans le comitat d'Istrie, en Croatie. Au recensement de 2001, la municipalité comptait 929 habitants, dont 94,19 % de Croates et le village seul comptait 328 habitants.

## Localités
En 2006, la municipalité de Lupoglav comptait 9 localités :
| - Boljun - Boljunsko Polje - Brest pod Učkom - Dolenja Vas - Lesišćina | - Lupoglav - Ravno Brdo - Semić - Vranja |